# Chlodulf z Metzu
Chlodulf lub Klodulf z Metzu (ur. ok. 605-610, zm. 8 czerwca 696 lub 697) – biskup Metzu, święty Kościoła katolickiego.
Chlodulf był synem św. Arnulfa, biskupa Metzu i św. Dody oraz młodszym bratem Ansegizela. Zanim został biskupem, prawdopodobnie ożenił się z Hildą, która urodziła mu syna imieniem Aunulf.
19 maja 657 roku został następcą swojego ojca i pełnił urząd przez 40 lat (od 657 do śmierci). W tym czasie dokonał ozdobień katedry św. Stefana. Zmarł w Metzu i został pochowany w kościele św. Arnulfa.
Jego wspomnienie liturgiczne obchodzone jest 8 czerwca.